# Házipatika

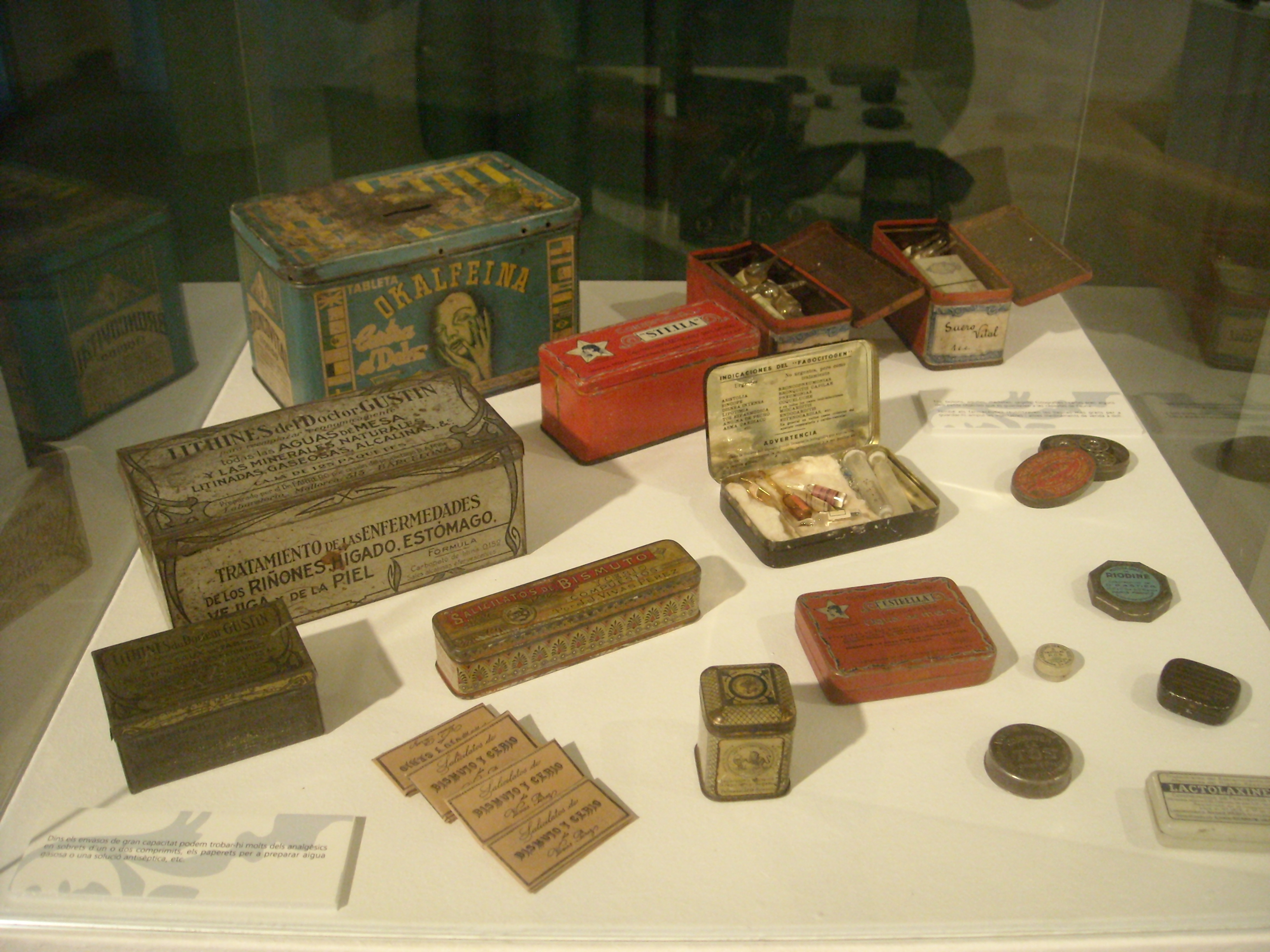
Antik gyógyszeres dobozok

Házipatikának (angol: home pharmacy kit) nevezik a lakosság által saját háztartásában tartott gyógyszerek, gyógyászati segédeszközök és kötszerek összességét. Ha az elsősegélydobozról vagy a házipatikáról van szó, a felszereltség és a rendszeres karbantartás kulcsfontosságú, ahogy az is, hogy a csomag álljon készen és lehetőleg legyen hozzáférhető helyen baleset esetén.

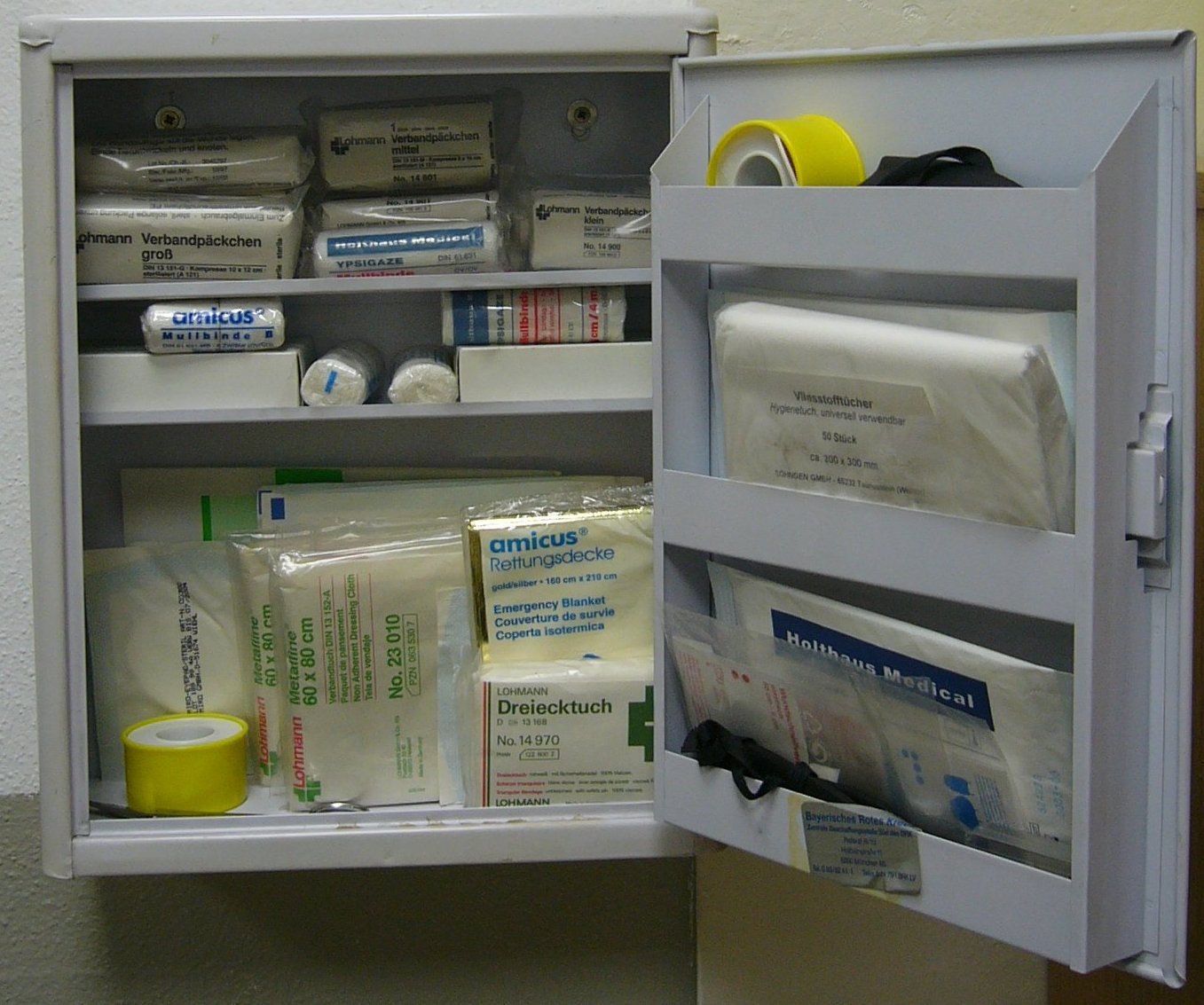
Házipatika tároló szekrénye

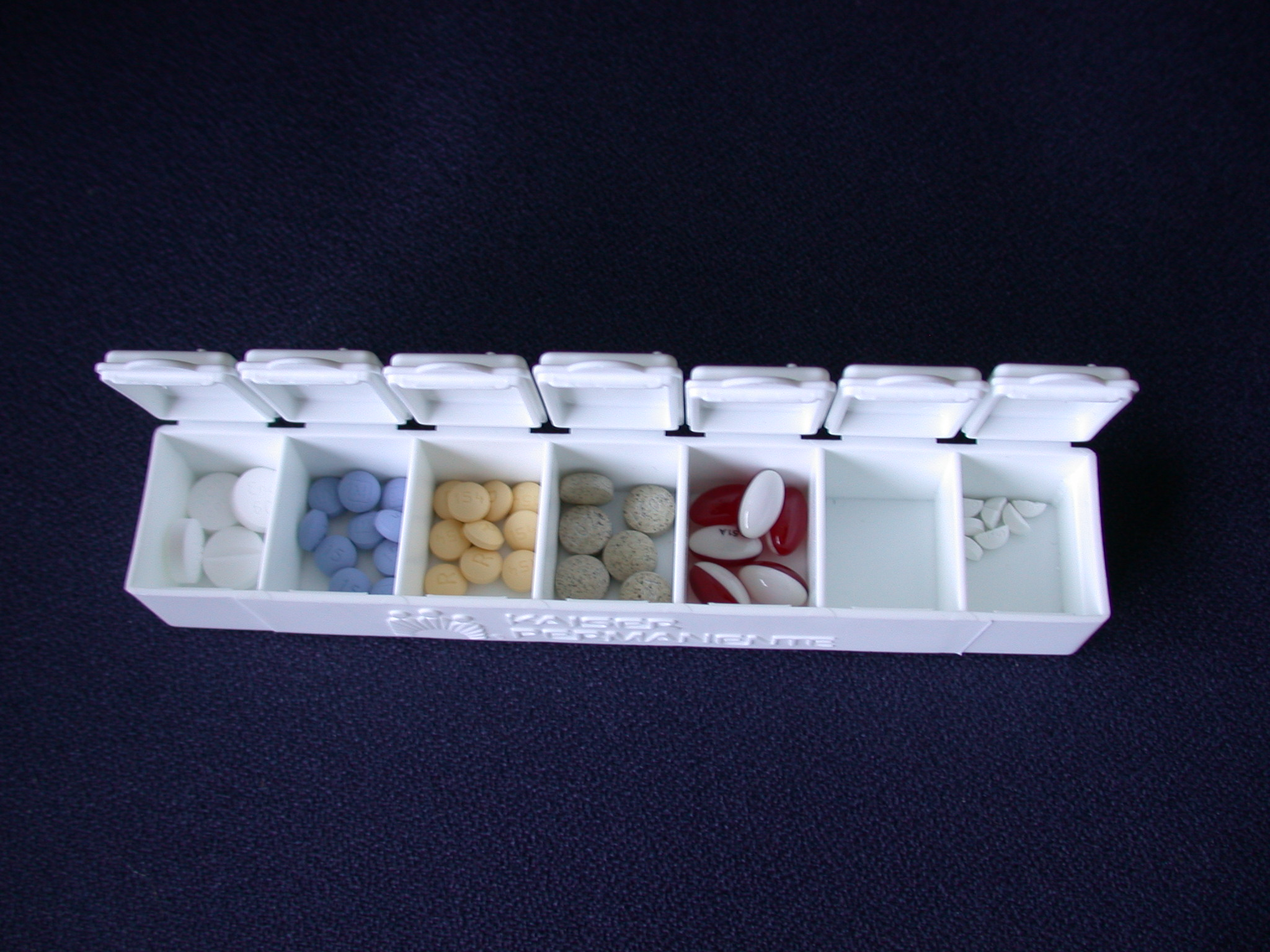
Pirulás doboz

Fontos lépés a házipatika készletének összeállításakor a háziorvossal és a család gyógyszerészével konzultálni az esetleges polipragmázia, gyógyszeres interakció, nem várt mellékhatások elkerülése céljából. A gyógyszerek többségét orvosi rendelvényre (receptre) adják ki gyógyszertárban, kórházban, orvosi rendelőben, melyek az orvosi utasítások szerint alkalmazandók. Az utasítások figyelmen kívül hagyása, vagy adagolásuk önkényes megváltoztatása egészséget, vagy akár életet is veszélyeztető mellékhatásokat, gyógyszermérgezést okozhat.

## A házipatika összetétele
A házipatika tartalmát különféle gyógyszerek és eszközök alkotják, például láz- és fájdalomcsillapítók, gyógyszerek megfázás esetére, köhögéscsillapítók, torok cukorkák, hasmenés elleni termékek, orrcseppek, nyákoldók, kalciumtartalmú termékek, sebtapaszok, gombaellenes krémek, bőrvédő krémek, görcsoldó cseppek stb.
- recept nélkül kapható[3] gyógyszerek (öngyógyszerezés)[4][5]
- fel nem használt gyógyszerek
- életstílusgyógyszerek
- kisebb sérülések, balesetek kezelésére, elsősegély nyújtására alkalmas antiszeptikumok, dezinficiensek, kötszerek
- gyógynövényekből, gyógytermékekből készült táplálékkiegészítők
- gyógyászati segédeszközök
- elsősegélynyújtás kézikönyve
- dosszié az orvosi dokumentumoknak; vészhelyzet esetén hívható telefonszámoknak; mentők, orvos, gyógyszertár elérhetőségeinek

## A házipatika elhelyezése, tárolása

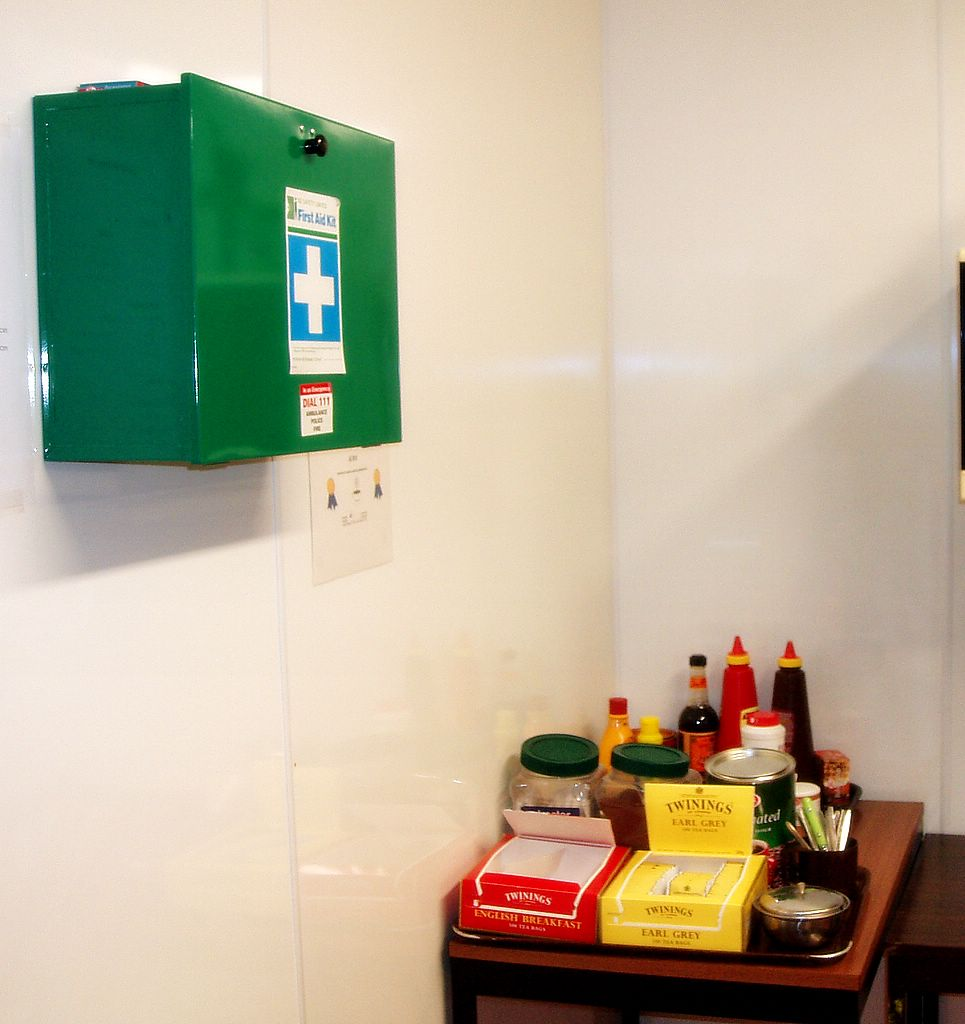
Házipatika és elsősegély-felszerelés a falon

A szobahőmérsékleten tárolható gyógyszerek számára száraz, fénytől védett gyűjtőhely alkalmas. Ideális hely a zárható doboz, fiók vagy szekrény. 

### Tárolási hőmérséklet
A gyógyszerkészítmények általában sokkomponensű rendszerek, amelyeknek megfelelő minősége nagymértékben függ a tárolási, szállítási, csomagolási feltételektől, külső környezeti tényezőktől (fény, nedvesség, hőmérséklet). A környezeti tényezők jelentősen befolyásolhatják a gyógyszerek stabilitását. A fő környezeti tényezők a hőmérséklet, a páratartalom, és a fény.
A magas hőmérséklet és a fény a gyógyszerek spontán bomlását okozhatják. A gyógyszerek stabilitása és annak változásának következménye a gyógyszerben bekövetkező hatóanyag koncentrációjának csökkenése, és toxikus bomlástermékek megjelenése a gyógyszerben.

## Gyógyszerbiztonság és mérgezésmegelőzés
A házipatikában tárolt gyógyszerek biztonságos kezelése alapvető a nem kívánt mellékhatások, mérgezések és balesetek megelőzésében. Ez magában foglalja a készítmények pontos adagolását, az előírt terápiás rend betartását, valamint a fel nem használt vagy lejárt készítmények szakszerű ártalmatlanítását.

### Gyermekbiztonság
A gyermekek körében előforduló véletlen gyógyszerbevétel gyakori oka a nem megfelelően elzárt házipatika. Ennek megelőzésére:
- Gyógyszereket gyermekbiztos zárral ellátott, zárható szekrényben kell tartani.
- Tilos gyógyszereket élelmiszeres dobozban vagy italos palackban tárolni, mert megtévesztheti a gyermeket.
- Soha nem szabad gyógyszert cukorkaként vagy játékként bemutatni.

### Adagolási és alkalmazási biztonság
- Az orvos vagy gyógyszerész által előírt adagolási rendet kell követni.
- Adagolási segédeszközöket (mérőpohár, mérőkanál, fecskendő) tisztán kell tartani, és csak a kijelölt gyógyszerhez használni.
- Több gyógyszer egyidejű alkalmazásakor ellenőrizni kell a lehetséges gyógyszerkölcsönhatásokat, különösen idős betegeknél a polipragmázia elkerülése érdekében.[9]

### Mérgezésmegelőzés
- A lejárt vagy feleslegessé vált gyógyszereket azonnal el kell távolítani a házipatikából.
- Az erős hatású gyógyszereket (pl. altatók, erős fájdalomcsillapítók) külön, zárható rekeszben kell tárolni.
- Minden gyógyszert az eredeti csomagolásában, jól olvasható címkével kell tartani.

### Teendők mérgezés gyanúja esetén
Gyógyszermérgezés gyanúja esetén azonnal hívni kell a mentőszolgálatot (112) vagy az Egészségügyi Toxikológiai Tájékoztató Szolgálatot (ETTSZ – 06-80-20-11-99). Célszerű a gyógyszer csomagolását és betegtájékoztatóját a beteggel együtt az ellátóhelyre vinni a gyors beazonosítás érdekében.

## Gyógyászati segédeszközök részletes bemutatása
A házipatika nem csupán gyógyszerekből áll, hanem számos olyan gyógyászati segédeszközből is, amelyek segítséget nyújtanak az egészség megőrzésében, a betegségek megelőzésében, a kisebb sérülések ellátásában, vagy a krónikus állapotok otthoni követésében. Magyarországon a gyógyászati segédeszközök fogalmát és forgalmazási feltételeit a 14/2007. (III. 14.) EüM rendelet szabályozza.  
A rendelet szerint gyógyászati segédeszköz minden olyan orvostechnikai vagy ápolástechnikai eszköz, amely átmeneti vagy végleges egészségkárosodással élő személy használatába adható, és alkalmazásához nem szükséges egészségügyi szakképesítéssel rendelkező személy folyamatos jelenléte.

### Otthonápolási és diagnosztikai eszközök
A diagnosztikai eszközök a betegségek felismerésében és nyomon követésében segítenek, használatuk otthon is elsajátítható:
- Vérnyomásmérő – Felkaros digitális változat javasolt a csuklós készülékek helyett, mivel pontosabb mérési eredményt ad.[12]
- Lázmérő – Digitális, flexibilis végű vagy infravörös érintésmentes hőmérők a legelterjedtebbek; higanyos lázmérő már nem forgalmazható az EU-ban.
- Vércukorszintmérő – Elsősorban cukorbetegek használják, méréshez tesztcsík és steril lancetta szükséges.
- Pulzoximéter – A vér oxigénszaturációját és pulzust méri; légzőszervi betegeknél, COVID–19 fertőzésben, asztmában hasznos.
- Testsúlymérleg – Fontos a szívelégtelenség, vesebetegség és anyagcsere-zavarok otthoni kontrolljához.
- Inhalátor – Légúti betegségek kezelésére alkalmas gyógyszerporlasztó eszköz.

### Sebkezelés és sebellátás
A kisebb háztartási balesetek, vágások, horzsolások gyors ellátásához elengedhetetlenek:
- Steril gézlapok és mullpólyák különböző méretben
- Rugalmas pólyák rögzítéshez
- Sebtapaszok (vízálló, hipoallergén változatban is)
- Fertőtlenítő oldatok vagy spray-k (pl. jódos, alkoholmentes antiszeptikumok)
- Égési kötszerek és hűtőgél
- Olló és csipesz a kötszerek méretre vágásához és idegen testek eltávolításához
- Steril, egyszer használatos gumikesztyű a fertőzésveszély csökkentésére

### Speciális segédeszközök
Egyes élethelyzetekben további eszközök megléte indokolt:
- Ortopédiai segédeszközök – rögzítők, nyakmerevítők, térdszorítók
- Hőmérséklet-szabályozó eszközök – hideg-meleg gélpárnák
- Orr- és fülápoló eszközök – orrspray-k, fülszívók
- Egészségügyi párnák, matracok – decubitus (felfekvés) megelőzésére
- Mozgást segítő eszközök – mankó, járókeret, bot

### Egyszer használatos és tartós eszközök
- Egyszer használatos – fecskendők, injekciós tűk, tesztcsíkok, steril mintavételi pálcák. Ezeket a használat után azonnal ki kell dobni a megfelelő veszélyeshulladék-gyűjtőbe.
- Tartós használatú – vérnyomásmérő, inhalátor, lázmérő, mérleg. Rendszeres ellenőrzést és tisztítást igényelnek.

### Tárolási és higiéniai szempontok
A gyógyászati segédeszközöket száraz, tiszta, gyermekek elől elzárt helyen kell tárolni, lehetőleg az eredeti csomagolásban és a használati útmutatóval együtt. Fontos:
- A mérőeszközök pontosságának időszakos hitelesítése
- Az eszközök fertőtlenítése minden használat után
- A lejárati idő figyelése az egyszer használatos termékeknél

A megfelelően kiválasztott és karbantartott gyógyászati segédeszközök hozzájárulnak a betegségek korai felismeréséhez, a szövődmények megelőzéséhez, valamint az otthoni ápolás biztonságához.

## Életstílusgyógyszerek
Az életstílusgyógyszerek kifejezés a gyógyszerek bizonyos elemeiből összeválogatott csoportjára utal, amelyeket nem betegségre vagy orvosi célokra alkalmaznak. Ez magába foglalja a gyógyszerfüggőséget okozó hatóanyagokat, a sportteljesítmény növelésére alkalmas vagy más teljesítményfokozó szereket, valamint azokat, amelyeket kozmetikai célokra vagy tisztán szociális okokból használnak.

## Tárolási és ellenőrzési gyakorlat
A házipatika és a benne található gyógyszerek, gyógyászati segédeszközök hatékonysága és biztonságos használata nagymértékben függ a megfelelő tárolási körülményektől és a készletek rendszeres ellenőrzésétől.

#### Tárolási körülmények
- Hőmérséklet: A legtöbb gyógyszer szobahőmérsékleten (15–25 °C) tárolandó, hűtést igénylő készítményeket (pl. egyes antibiotikumok, inzulinok) a használati utasításban meghatározott hőmérsékleten, általában 2–8 °C között kell tartani.[15]
- Fényvédelem: Az erős napfény és UV-sugárzás károsíthatja a gyógyszerek hatóanyagát; ezért célszerű fénytől védett, zárt tárolóban tartani.
- Páratartalom: Magas páratartalom (pl. fürdőszoba) gyorsíthatja a gyógyszerek bomlását, ezért száraz helyiség ajánlott.
- Biztonság: A házipatika legyen gyermekek elől elzárva, lehetőleg kulccsal zárható szekrényben, gyermekbiztos zárral ellátva.

#### Rendszeres ellenőrzés
A házipatika készletének időszakos átvizsgálása alapvető a biztonságos használat érdekében:
- Lejárati idő ellenőrzése: A lejárt gyógyszerek hatóanyaga csökkenhet, illetve káros bomlástermékek keletkezhetnek.
- Bontás dátumának nyilvántartása: Egyes gyógyszerek (pl. szemcseppek, orrspray-k) a felbontástól számított rövid időn belül felhasználandók.
- Eszközök működőképessége: A vérnyomásmérő, vércukorszintmérő és egyéb mérőeszközök pontosságát időnként kalibrálni vagy hitelesíteni kell.
- Fertőtlenítés: A tartós használatú eszközöket (pl. inhalátor, lázmérő) minden használat után a gyártó útmutatása szerint tisztítani és fertőtleníteni kell.

#### Feleslegessé vált gyógyszerek kezelése
A fel nem használt, lejárt vagy feleslegessé vált gyógyszereket nem szabad háztartási hulladékba dobni vagy lefolyóba önteni, mivel környezetszennyezést okozhatnak. Ezeket gyógyszertárakban, kijelölt gyűjtőpontokon lehet biztonságosan leadni.
A tudatos tárolási és ellenőrzési gyakorlat nemcsak a gyógyszerek hatásosságát és biztonságosságát őrzi meg, hanem hozzájárul a balesetek és mérgezések megelőzéséhez, valamint a környezet védelméhez.